# Степанов, Вениамин Васильевич
Вениамин Васильевич Степанов (19 июля 1860 — 23 февраля 1931) — русский морской офицер, генерал-майор, участник Китайского похода, Русско-японской войны.

## Биография
Окончил 6 классов Виленского реального училища.
1880 — Вступил в службу. В 1882 году окончил Морское училище. 27.12.1882 — Мичман. 01.01.1891 — Лейтенант.
20.06.1892 был переведён в Сибирский флотский экипаж.
В 1893—1897 годах заграничное плавание на крейсере «Память Азова».
1898 — Управление крепости Порт-Артур. С 06.12.1899 — Капитан-лейтенант по цензу. 
1900—1901 — Участвовал во взятии крепости Таку.
С 14.09.1902 старший офицер крейсера «Варяг». С 01.01.1904 — Капитан 2-го ранга.
В 19.04.1904—02.05.1904 — Командир миноносца № 222. В 15.11.1904—1907 — Командир минного крейсера «Гридень».
13.08.1907—08.11.1910 — Командир эсминца «Капитан-лейтенант Баранов». 06.12.1909 — Капитан 1-го ранга.
08.11.1910—09.01.1912 — Командир крейсера «Кагул».
05.02.1912—1914 — Флагманский интендант штаба командующего морскими силами Чёрного моря. 1914—31.10.1916 — Флагманский интендант штаба командующего Черноморского флота.
31.10.1916 — Заведующий машинной школой Черноморского флота. 01.01.1916 — генерал-майор со старшинством с 6 декабря 1913 года.
После революции в Вооружённых силах Юга России. Эвакуирован. 15 июля 1920 возвратился в Русскую армию в Крым (Севастополь) на корабле «Константин».
В ноябре — декабре 1920 прибыл в Югославию на корабле «Владимир». К лету 1921, в эмиграции в Югославии.
Умер и похоронен в городе Игало в Югославии.

## Семья
- Дочь — Евгения Вениаминовна, в замужестве Мартино (1894–1979), жена зоолога В. Э. Мартино, соавтор некоторых его работ[1], в том числе и описания "живого ископаемого" уникальной балканской полёвки, которая на многих языках мира зовётся в их честь снежной полевкой Мартино.

## Отличия
- Орден Святого Станислава 3-й степени (1893)
- Орден Святой Анны 3-й степени (30.10.1895)
- Серебряная медаль «В память царствования императора Александра III» (1896)
- Серебряная медаль «В память коронации Императора Николая II» (1898)
- Орден Святого Станислава 2-й степени (01.01.1901)
- Серебряная медаль «За поход в Китай» (1902)
- Орден Святого Георгия 4-го класса (23.02.1904, ВП № 528)
- Серебряная медаль «За бой „Варяга“ и „Корейца“» (1904)
- Светло-бронзовая медаль «В память русско-японской войны» (1906)
- Болгарский орден «Святой Александр» 3-й степени (1906)
- Орден Святого Владимира 4-й степени с бантом за 18-ть кампаний (22.09.1907)
- Кавалер большого офицерского креста ордена Короны Румынии (1912)